# یواس‌اس تاتوگ (اس‌اس-۱۹۹)
یواس‌اس تاتوگ (اس‌اس-۱۹۹) (به انگلیسی: USS Tautog (SS-199)) یک زیردریایی بود که طول آن ۳۰۷ فوت ۲ اینچ (۹۳٫۶۲ متر) بود. این زیردریایی در سال ۱۹۴۰ ساخته شد.